# Monterrosa
Monterrosa är en ort i Mexiko.   Den ligger i kommunen Hidalgotitlán och delstaten Veracruz, i den sydöstra delen av landet, 500 km öster om huvudstaden Mexico City. Monterrosa ligger 27 meter över havet och antalet invånare är 266.
Terrängen runt Monterrosa är mycket platt. Runt Monterrosa är det ganska glesbefolkat, med 29 invånare per kvadratkilometer. Närmaste större samhälle är Venustiano Carranza, 11,6 km nordväst om Monterrosa. Trakten runt Monterrosa består till största delen av jordbruksmark.